# Vale of White Horse
Vale of White Horse ("Dolina Bijelog konja") je distrikt lokalne uprave u Oxfordshireu u Engleskoj. 

## Upravna povijest
Veći dio okruga bio je dio seoskog distrikta Wantagea u okrugu Berkshireu sve do reorganiziranja lokalne uprave 1974. godine. Distrikt je stvoren 1. travnja 1974. prema Zakonu o lokalnoj upravi iz 1972. (Local Government Act), od municipalnog borougha Abingdona, urbanog distrikta Wantagea, seoskih distrikta Abindgona, Farindgona i dijela seoskog distrikta Wantage iz Berkshirea. Godine 1974. podijeljeno je područje seoskog distrikta, župe Ardington, Blewbury, Childrey, Chilton, Denchworth, East Challow, East Hanney, East Hendred, Goosey, Grove, Harwell, Letcombe Bassett, Letcombe Regis, Lockinge, Sparsholt, Upton, West Challow, West Hanney i West Hendred postali su dio distrikta Vale of White Horse u Oxfordshireu, dok je ostatak postao dio distrikta Newburyja u manjem okrugu Berkshirea. Južna granica distrikta ugrubo prati Ridgewaysku stazu (Ridgeway National Trail, Ridgeway Path). Kraj se obično naziva "Vale of the White Horse". Glavno naselje je Abingdon; ostala naselja su Faringdon i Wantage.  U distriktu je 68 civilnih župa unutar okruga. Distriktno vijeće Vale of White Horsea je u Milton Parku, Milton.

## Zemljopisne osobine
Vale je dolina rječice Ocka, koja se ulijeva u Temzu zapadno od Abingdona. Dolina je skoro sva ravna i šumovita, čije zelene livade i lisnatost pružaju sasvim suprotnu sliku golih vršaka Berkshire Downsa, koji su se južno. Brojna stabla brijesta koja su nekad krasila Vale i po čemu je bila prepoznatljiva, zatrla je nizozemska bolest brijesta. Ka sjeveru niski greben odvaja ju od gornje doline Temze, zadržavajući meke naslage jurskih sedimentnih stijena (Greensand, Gault i Kimmeridge Clay) iza tvrda škarpasta grebena od koraljnog vapnenca, u onome što je tehnički viseća dolina; mjesna uporaba ponekad se odnosi na tlo između Cotswoldsa (na sjeveru) Berkshire Downsa. Prema zemljopisnoj definiciji, Vale je široka od dvije to pet milija, a udaljenost cestom od Abingdona do Shrivenhama na njenom vrhu je 18 milja.
Zemljopisno je različit kraj od susjednih. Prostire se od Berkshire Downsa i Temze. Nazvana je prema Bijelom konju (White Horse) iz Uffingtona. 

## Povijest
Travnata staza je The Ridgeway, za koji se tvrdi da je najstarija cesta u Europi. Vjerojatno je stara pet tisuća godina ili više. Trasa prolazi duž krijeste brda, daleko od močvarnih nizina i udolina.
Zapadno od brda Bijelog konja (White Horse Hill) je dugi tumul i grobna komora zvan Wayland's Smithy (Wayland's Smith), za koji legenda kaže da je bio dom nevidljiva kovača (eng. smith) koji bi putnicima potkovao konja koji je ostao bez potkove, ako bi mu ostavili novac na ovom mjestu.
Nekoliko je zemljanih utvrda. Pored onih blizu White Horsea koje nadziru Vale, tu su Letcombe Castle (Segsbury Camp) iznad Wantagea. U podnožju brda, ne daleko istočno od Horsea je dobro očuvana tzv. Puhajuća stijena kod Kingston Lislea, nakupina pješčenjaka (sarsena) izbušenom rupama tako da ako se puhne u njih kao u trubu, proizvodi bučan zvuk. Vjerovalo se u starija vremena da je služila kao rog.
Nekoliko je zanimljivih seoskih crkvi, posebice staroengleska križna građevina u Uffingtonu, šesterokutna tornja i znana kao "Valeska katedrala" The Cathedral of the Vale.